# Nigredo
Nigredo, of zwartheid, betekent in de alchemie verrotting of ontbinding. Volgens de alchemisten maakte het deel uit van de eerste stap in het proces dat tot de vervaardiging van de Steen der wijzen leidde.
Bij de aanvang van 'het Grote Werk' of Magnum opus moesten alle alchemistische ingrediënten worden gereinigd en uitvoerig gekookt tot een uniforme zwarte materie ontstond. De psycholoog Carl Jung, die de alchemie bestudeerde, interpreteerde nigredo als een moment van de maximale wanhoop, (een "donkere nacht van de ziel") en  zag het als een voorwaarde voor verdere persoonlijke ontwikkeling. Andere fases van het alchemistische opus zijn albedo (witheid), citrinitas (geelheid) en rubedo (roodheid) die eveneens op spirituele of psychologische wijze kunnen geduid worden (zie het artikel over alchemie).